# 弗朗索瓦·卡万纳
弗朗索瓦·路易·卡万纳（法語：François Louis Cavanna；1923年2月22日—2014年1月29日）是法国作家和讽刺新闻编辑、查理週刊和查理月刊的主編。

## 生平
他出生于马恩河畔诺让，但生活在法国的意大利移民区，之后积极参与编写。他参与创建和组织杂志《切腹自尽》和《查理周刊》，并编写了多种类型的文章，包括报道、讽刺文、议论文、小说、传记和幽默文。他还翻译了六部书籍。
2014年1月29日因为自然原因去世，死于法国巴黎。